# Christian Frederik Frands Elias Tuxen
Christian Frederik Frands Elias Tuxen, född den 14 februari 1837, död den 23 februari 1903, var en dansk militär och krigsminister, halvbror till kemisten August Tuxen.  
Tuxen fick sin utbildning vid lantkadettakademien 1853-55 och vid militärhögskolan 1861-63. Han deltog som löjtnant i kriget 1864, blev 1867 anställd vid generalstaben och 1882 i krigsministeriet. Nära vän till krigsminister Jesper Bahnson, författade Tuxen gemensamt med honom 1884 en liten skrift om försvarsfrågans behandling i folketinget. Som lärare i krigskonst vid officersskolan utarbetade han en serie läroböcker, särskilt i infanteritaktik. År 1889 blev han chef för generalstabens taktiska avdelning och offentliggjorde i denna egenskap Den dansk-tyske Krig 1864 (3 band, 1890-92). Maj 1897-augusti 1899 krigsminister i ministären Hørring, kom han på grund av åtgöranden i fråga om Köpenhamns sjöbefästningar i strid med folketinget och måste avgå. Tuxen dog som generalmajor och chef för Sjællandske brigaden.

## Utmärkelser
- Dannebrogsmännens hederstecken,  1885[2]
- Förtjänstmedaljen i guld,  1893[2]
- Kommendör av första graden av Dannebrogorden,  1898[2]

[Redigera Wikidata]